# Блейк (ім'я)
Блейк — чоловіче, рідше жіноче ім'я давньоанглійського походження.
Відомі носії:
- Блейк Вілер (англ. Blake James Wheeler; нар. 1986) — американський хокеїст, крайній нападник.
- Блейк Ворслі ((англ. Blake Worsley; нар. 1987)) — канадський плавець
- Блейк Гріффін (англ. Blake Austin Griffin; нар. 1989) — американський професіональний баскетболіст.
- Блейк Дженнер (англ. Blake Jenner; нар. 1992) — американський актор, співак.
- Блейк Едвардс (англ. Blake Edwards; 1922—2010) — американський сценарист, кінорежисер, продюсер.
- Блейк Кларк (англ. Blake Clark) — американський актор і стендап комік
- Блейк Комо (англ. Blake Comeau; нар. 1986) — канадський хокеїст, лівий нападник.
- Блейк Крауч (англ. Blake Crouch; нар. 1978) — американський письменник-фантаст.
- Блейк Лайвлі (англ. Blake Lively; нар. 1987) — американська актриса та модель.
- Блейк Олдрідж (англ. Blake Aldridge; нар. 1982) — британський стрибун у воду
- Блейк П'єроні (англ. Blake Pieroni; нар. 1995) — американський плавець, олімпійський чемпіон (2016).
- Блек Слоан  (англ. Blake Sloan; нар. 1975) — американський хокеїст
- Блейк Шелтон (англ. Blake Tollison Shelton; нар. 1976) — американський кантрі-виконавець, автор пісень та телезірка.